# Paulina Tworzyańska
Paulina Tworzyańska-Kozajda (ur. 14 lipca 1980 roku w Bielsku-Białej) – polska psycholog i aktorka niezawodowa, znana z głównych ról w filmowych adaptacjach powieści Kornela Makuszyńskiego – Panna z mokrą głową i Awantura o Basię.

## Filmografia

### Filmy
- 1994: Panna z mokrą głową − jako Irenka Borowska
- 1995: Awantura o Basię − jako Basia Bzowska
- 2006: Szatan z siódmej klasy − jako Honorata Tworzyańska, guwernantka rodzeństwa Adama

### Seriale
- 1994: Panna z mokrą głową − jako Irenka Borowska
- 1995: Awantura o Basię − jako Basia Bzowska
- 2006: Szatan z siódmej klasy − jako Honorata Tworzyańska, guwernantka rodzeństwa Adama

### Dubbing i wokal
- 1995-1996:  Karrypel kontra Groszki − Nika